# Phasicnecus nivalis
Phasicnecus nivalis är en fjärilsart som beskrevs av Rothschild 1917. Phasicnecus nivalis ingår i släktet Phasicnecus och familjen Eupterotidae. Inga underarter finns listade i Catalogue of Life.